# Istituto di previdenza per il settore marittimo
L'Istituto di previdenza per il settore marittimo (IPSEMA) era un ente pubblico previdenziale che aveva il compito precipuo di assicurare la tutela previdenziale, infortunistica e delle malattie professionali ai soli dipendenti del settore marittimo ed in parte della navigazione aerea. Dal 31 luglio 2010, con la legge 30 luglio 2010, n. 122 di conversione del d.l. 31 maggio 2010, n. 78, l'IPSEMA viene soppresso e tutte le sue attività confluiscono nell'INAIL, sottoposto alla vigilanza del Ministero del lavoro e delle politiche sociali.

## Storia
La storia di un sistema di tutela previdenziale, sanitario e antinfortunistico è stato sempre un problema per il settore dei lavoratori marittimi, sin dal Medioevo. Un primo cenno di forme di protezione dei dipendenti marittimi li troviamo negli statuti delle Repubbliche marinare e ancora prima. Il Codice di commercio italiano del 1882 definì alcuni istituti giuridici, che nel 1942 confluiranno nel Codice della navigazione, caso più unico che raro di codificazione della normativa relativa ad un unico settore con la presenza tanto di istituti di diritto pubblico che privato. Nel 1898 venne istituito l'attuale INAIL, quale istituto per l'assicurazione obbligatoria contro gli infortuni sul lavoro, che continuò a comprendere la gente del mare nel settore del commercio, anziché in quello dell'industria. 
Ma è nel novecento che Genova, Napoli e Trieste iniziarono a formare organizzazioni stabili quali i sindacati, da cui sorgeranno nel 1933 le cosiddette Casse marittime.
A Genova, nel 1905, si costituì il Sindacato marittimo italiano, primo sindacato libero di mutua assicurazione, che in dieci anni riuscì ad estendere la sua tutela assicurativa al 90 per cento del grande armamento nazionale. Nello stesso anno nacque a Napoli  il Sindacato obbligatorio meridionale, che assicurava gli equipaggi imbarcati sulle navi del Mezzogiorno continentale e della Sicilia. Nel 1918, a Trieste, sorse poi il terzo sindacato, che si chiamava "Giuliano Infortuni".
Il regio decreto 264 del 1933, attribuì definitivamente a questi tre istituti l'assicurazione degli addetti ai trasporti per mare e anche alla pesca, trasformandole in appunto casse marittime: rispettivamente Cassa Marittima Adriatica, Cassa Marittima Meridionale e Cassa Marittima Tirrena con sede rispettivamente a Trieste, Napoli e Genova.
Le casse, oltre all'assistenza infortuni e malattie, per quasi mezzo secolo hanno erogato anche quella sanitaria, sia ai marittimi, che agli amministrativi, che alla gente dell'aria, così come gli altri istituti previdenziali (si pensi all'INAM), prima che con la legge n. 833/1978 venisse creato il Servizio sanitario nazionale con le attuali ASL.
Con il d. lgs. n. 479/1994 dalla fusione delle tre casse, nasce l'IPSEMA, l'Istituto di previdenza per il settore marittimo.
Con il decreto legge n. 78 del 31 maggio 2010 (convertito nella legge n. 122 del 30 luglio 2010), l'IPSEMA viene soppresso e le relative funzioni, con decorrenza dal 31 maggio 2010, sono state attribuite all'INAIL.

## Struttura
La struttura dell'IPSEMA era così organizzata:
- il presidente;
- vice presidente;
- collegio dei sindaci: 2 membri nominati dal Ministero del lavoro e delle politiche sociali, e 1 membro nominato dal Ministero dell'Economia e delle Finanze;
- il direttore generale.

La struttura interna era suddivisa in 4 direzioni:
- Direzione organizzazione e personale;
- Direzione affari generali;
- Direzione assicurazione, prevenzione e  servizi istituzionali;
- Direzione economia, finanze e controllo di gestione.

Alle strutture interne si affiancavano uffici tecnico-professionali. Essi erano:
- Ufficio di consulenza statistico attuariale;
- Ufficio dell'avvocatura centrale;
- Ufficio della consulenza tecnico edilizia;
- Ufficio sistemi informatici e telecomunicazioni;
- Ufficio comunicazione e relazioni esterne.

A livello periferico l'Ipsema era strutturato in sedi 4 compartimentali e 3 centri operativi. Essi sono:
- Genova, sede compartimentale;
- Napoli, sede compartimentale;
- Trieste, sede compartimentale;
- Palermo, sede compartimentale;
- Mazara del Vallo, centro operativo;
- Molfetta, centro operativo;
- Messina, centro operativo.

## Attività
Il compito principale dell'IPSEMA, rispetto a quello degli altri enti previdenziali di settore, si pensi all'ENPALS per il settore dello spettacolo, non era solo quello di riscuotere i contributi dai datori di lavoro, ed erogare le prestazioni previdenziali, ma diversamente da altri istituti di settore anche quello di tutelare contro gli infortuni. Infatti, nonostante la generalità dei lavoratori pubblici e privati siano assicurati contro gli infortuni e le malattie professionali presso l'INAIL, per i soli dipendenti del settore marittimo, anche se iscritti in compartimenti esteri, tale assicurazione avveniva presso l'IPSEMA. Inoltre, le prestazioni di tipo previdenziale, ovvero pensioni, la malattia e la maternità, veniva effettuata anche nei confronti del personale della navigazione aerea, quali piloti, hostess, steward, assistenti di volo (art. 1 decreto legge n. 663/1979). 
Tale particolarità era dovuta al tipo di attività svolta dai lavoratori di questo settore, e alle peculiarità dello stesso contratto di lavoro. Infatti, il contratto di lavoro è sottoposto al Codice della navigazione, è effettuato con atto pubblico di arruolamento, sottoposto ad una sezione speciale del Sistema delle comunicazioni obbligatorie, gestito dal Ministero del lavoro e delle politiche sociali a livello accentrato e, diversamente dal sistema ordinario, non è regionalizzato.
Nel gennaio 2006 l'IPSEMA aveva il compito di rilasciare il certificato a fini pensionistici dell'eventuale esposizione alle fibre di amianto, limitatamente al settore marittimo, in deroga alla competenza generale dell'INPS.
L'art. 9, comma 7, del d. lgs. n. 81/2008, recante il testo unico in materia di sicurezza sul lavoro, disponeva che l'IPSEMA svolgesse, in materia infortunistica nel settore marittimo, i compiti gestiti dall'INAIL, ovvero: 
- di raccogliere e registrare, a fini statistici ed informativi, i dati relativi agli infortuni sul lavoro che comportino un'assenza dal lavoro di almeno un giorno, escluso quello dell'evento;
- concorrere alla realizzazione di studi e ricerche sugli infortuni e sulle malattie correlate al lavoro, raccordandosi con il Ministero del lavoro e delle politiche sociali, e con l'ISPESL, anch'esso soppresso e accorpato all'INAIL;
- finanziare progetti di investimento e formazione in materia di salute e sicurezza sul lavoro;
- supportare, in raccordo con le amministrazioni competenti in materia di salute per il settore marittimo, anche mediante convenzioni con l'INAIL, le prestazioni di assistenza sanitaria riabilitativa per i lavoratori marittimi anche al fine di assicurare il loro reinserimento lavorativo;
- erogare, previo trasferimento delle necessarie risorse da parte del Ministero del lavoro e delle politiche sociali, le prestazioni contro gli infortuni.

Con l'accorpamento predetto tutte le funzioni vengono ora svolte direttamente dall'INAIL, avendo il datore di lavoro ed il lavoratore un unico interlocutore su tutto il territorio nazionale.